# Дыгай, Наталья Николаевна
Наталья Николаевна Дыгай (1 апреля 1973) — советская и российская футболистка, защитник. Выступала за сборную России. Мастер спорта России (2003).

## Клубная карьера
В конце 1980-х и начале 1990-х выступала за луганскую «Луганочку», вместе с которой добилась выхода из первого дивизиона в высший.
В 1995 году являлась игроком воронежской «Энергии», которая стала победителем чемпионата России. В 1996 году перешла в краснодарскую «Кубаночку». В 2002 году вернулась в «Энергию». В сезонах 2002 и 2003 становилась чемпионом России, а в 2003 году — финалисткой Кубка России. Дважды входила в список 33-х лучших футболисток по итогам сезона (в 2002 и 2003 году). Участвовала в Кубке УЕФА 2003/04 и отметилась забитым голом в ворота «Осиека»en. «Энергия» тогда дошла до 1/4 финала, где уступила будущему победителю турнира — шведской команде «Умео».
В 2004 году находилась в составе «Россиянки» из подмосковных Химок. Вместе с командой доходила до финала Кубка, где «Россиянка» проиграла тольяттинской «Ладе» по сумме двух матчей. В следующем сезоне стала футболисткой «Рязань-ВДВ».
В 2007 году вместе с Татьяной Зайцевой занималась комплектацией возрожденной «Кубаночки», которая вновь заявилась для участия в соревнованиях. Дыгай играла на позиции защитника, но при необходимости вставала на ворота. В команде она также была капитаном.

## Карьера в сборной
Выступала за сборную России. 16 мая 2004 года сыграла в отборочной игре на чемпионат Европы 2005 против Франции (0:3), в которой получила предупреждение и была заменена в перерыве матча. В следующем матче сборной (6 июня)  против Греции (1:0) провела полный матч.

## Тренерские клубы
В 2008 году во время выступлений за «Кубаночку» в качестве игрока, вошла в тренерский штаб под руководством Татьяны Зайцевой. В 2008 и 2009 годах играла за сборную Краснодарского края на турнире «Кубанская весна». Кроме того, в 2008 году являлась тренером сборной Южного федерального округа девушек 1989—1990 годов рождения. Руководила сборной «Регион „Юг“» на турнире «Кубанская весна» 2010 года.
В 2011 году являлась тренером краснодарской Южанки-СДЮСШОР № 9. Также в этом году некоторое время являлась исполняющей обязанности главного тренера «Кубаночки». В 2012 году получила тренерскую категорию «С». Под руководством Дыгай молодёжная команда «Кубаночки» стала серебряным призёром чемпионата России среди молодёжных команд. В 2013 году вошла в тренерский штаб Зайцевой, которая возглавила студенческую сборную России. В 2014 году являлась старшим тренером во второй команде «Кубаночки» и тренером сборной Краснодарского края. Под руководством Дыгай СДЮСШОР № 9 завоевал серебро первенства России 2014 года среди детско-юношеских спортивных школ.
В 2015 году возглавляла сборную Краснодарского края на первенстве России среди девушек моложе 19 лет и Спартакиаде учащихся России. В 2017 году руководила «Кубаночкой-М», выступавшей в первом дивизионе и являлась старшим тренером в основной команде. На турнире «Кубанская весна» 2017 года являлась тренером молодёжной сборной Краснодарского края. Выводила молодёжную команду «Кубаночки» в финал Кубка Краснодарского края и первого дивизиона России в 2018 году. В 2019 году привела сборную Краснодарского края к серебряным медалям IX летней юношеской Спартакиады учащихся России.
Среди её воспитанниц футболистка Юлия Гриченко, Наталья Становова, Татьяна Щербак и Виктория Носенко.

## Достижения
«Энергия»
- Чемпион России (3): 1995, 2002, 2003
- Финалист Кубка России: 2002

«Россиянка»
- Финалист Кубка России: 2004